# Pareja
Pareja település Spanyolországban, Guadalajara tartományban. Pareja Alique, Alocén, Alcocer, Sacedón, Chillarón del Rey, Mantiel, Trillo, Guadalajara, Peralveche, Escamilla és Millana községekkel határos. Lakosainak száma 477 fő (2024).

## Népesség
A település népessége az utóbbi években az alábbiak szerint változott:
| Lakosok száma | 498  | 502  | 548  | 609  | 543  | 486  | 422  | 393  | 455  | 477  |
|               | 2001 | 2004 | 2006 | 2009 | 2011 | 2014 | 2016 | 2019 | 2021 | 2024 |